# Exoprosopa morosa
Exoprosopa morosa är en tvåvingeart som beskrevs av Friedrich Hermann Loew 1860. Exoprosopa morosa ingår i släktet Exoprosopa och familjen svävflugor. Inga underarter finns listade i Catalogue of Life.